# Eurybunus pallidus
Eurybunus pallidus is een hooiwagen uit de familie Globipedidae.